# Socha svatého Jana Nepomuckého (Adršpach)
Socha svatého Jana Nepomuckého stojí na katastrálním území Dolní Adršpach. Jde o litinovou sochu na kamenném podstavci z poloviny 19. století, která byla v roce 2014 Ministerstvem kultury České republiky prohlášena kulturní památkou České republiky.

## Historie
Jedna z dvojice známých litinových soch odlitých pravděpodobně v železárnách v Komárově u Berouna, která vlastnil Eugen hrabě z Vrbna. Klasicistní socha stojí v jižní části nádvoří zámku Dolní Adršpach.

## Popis
Pískovcový pilíř stojí na ploché základové obdélné desce. Na patce pilíře stojí kvádrový dřík, který má na všech čtyřech stranách vpadlá obdélná zrcadla s girlandami v horní části. Vnitřní okraje zrcadel jsou permlované. Horní část pilíře tvoří profilovaná římsa. Na římse na litinovém plintu stojí socha svatého Jana Nepomuckého v životní velikosti sestavená ze tří částí. Světec stojí v kontrapostu s těžištěm na levé noze, pravá noha je pokrčená a mírně vykročená. Pravou rukou nataženou podél těla přidržuje krucifix, který pokrčenou levou rukou pevně drží v úrovni pasu. Hlavu krytou biretem má mírně nakloněnou. Oděv je tradiční. Je tvořen zvrásněnou klerikou, rochetou s volutovými rozvilinami, spodní lem almuce je zdoben střapci. Na ramenou má ozdobný pás se srdcem.
Rozměry:
- Výška: 300 cm
- Půdorys: 60×90 cm